# Torsten Petrelius
Torsten Petrelius, född den 4 november 1918 i Stockholm, död den 2 februari 2005 i Danderyd, var en svensk veterinär. Han var far till Rickard Petrelius.
Petrelius utexaminerades från Veterinärhögskolan 1948. Han var assistent och konsulent vid Statens veterinärmedicinska anstalt 1945–1949, laborator vid Veterinärhögskolan 1949–1953 och bataljonsveterinär vid fältveterinärkåren 1953–1964. Petrelius blev andre besiktningsveterinär vid Stockholms stads slakthus 1954, förste besiktningsveterinär där 1955 och veterinärråd vid Veterinärstyrelsen 1967. Petrelius var avdelningschef vid Statens livsmedelsverk 1972–1979. Han är begravd på Danderyds kyrkogård.